# Bernardo di Tiron
Bernardo di Tiron, chiamato anche (in francese): Bernard de Ponthieu, Saint-Bernard de Ponthieu ou Saint-Bernard d'Abbeville (Abbeville, 1046 – Thiron-Gardais, 14 aprile 1117), è stato un monaco cristiano ed eremita francese. È venerato come santo dalla Chiesa cattolica.

## Biografia

### Monaco a San Cipriano
Bernardo lasciò la sua terra natìa per l'Aquitania verso il ventesimo anno d'età. Egli trascorse ancora una ventina di anni nel monastero di San Cipriano, vicino a Poitiers ed all'Abbazia di Saint-Savin-sur-Gartempe, ove volevano farlo abate. Di fronte a questa prospettiva, ed obbedendo ad un impulso che spingeva allora i più ferventi fra i monaci per la vita eremitica, a seguito del lungo districarsi con i monaci della Congregazione cluniacense, egli, con l'autorizzazione pontificia, si recò, guidato dal collega Pierre de l'Étoile, nella parte della contea del Maine confinante con la Bretagna per incontrare tre grandi capi eremiti:  Roberto d'Arbrissel (nella foresta di Craon nel 1096), Vitale di Savigny e Raoul de la Futaie.

### Il romitaggio
Accolto sotto il nome fittizio di Guglielmo, gli venne data la scelta fra un romitaggio o un compagno. Egli scelse, nei pressi di una chiesa in rovina dedicata a San Medardo, probabilmente nella zona di Saint-Mars-sur-la-Futaie, la capanna di un eremita, certo  Pierre, artigiano del legno, che gl'insegnò il lavoro manuale.
Nonostante il nome fittizio adottato e la distanza che lo separava dall'abbazia del Poitou, i suoi vecchi compagni finirono per scoprire ove si era ritirato. Appresolo, Bernardo fuggì fino alle isole Chausey. In questo nuovo rifugio, sfidando i rigori del clima ed il timore dei pirati, egli visse in una caverna, finché gli abitanti gli eressero una capanna con rottami raccolti in mare. Ma i ricordi della foresta del Maine non lo abbandonarono e, cedendo alle preghiere dei vecchi compagni, egli ritornò nel Maine, stabilendosi questa volta a Fontaine-Géhard (oggi nel comune di Châtillon-sur-Colmont), che era già, o lo divenne grazie a lui, il centro principale di eremitaggio del Basso Maine. Numerosi eremiti vennero a costruire le loro celle intorno alla sua e folle desiderose di ascoltare le sue lezioni venivano a trovarlo.

### Di nuovo a San Cipriano
La sua fama giunse anche al monastero di San Cipriano nel Poitou, ove era ancora vivo l'abate Renault che lo aveva accolto quando giunse ventenne al monastero. Renault non poté resistere al desiderio di riportare a lui l'antico discepolo, lo raggiunse e Bernardo riprese l'abito dell'Ordine.
Al concilio di Poitiers del novembre 1100, Bernardo, insieme a Robert d'Arbrissel, diede un esempio di fermezza apostolica affrontando le minacce del duca d'Aquitania. Poi, quando la Congregazione cluniacense volle acquisire l'abbazia, Bernardo, piuttosto che passare la mano, ritornò con Robert d'Arbrissel e Vital de Mortain, questa volta per predicare la riforma di popolo e clero di città in città nella contea del Maine ed in Normandia.
Una nuova richiesta dei religiosi di San Cipriano gli fece intraprendere un viaggio a Roma, ove perorò la loro causa di fronte alle pretese invadenti dei cluniacensi.

### La ripresa del romitaggio
Di là l'amore per la vita di ritiro lo riportò nell'isola di Chausey, dalla quale fu tuttavia cacciato dai pirati e tornò nelle foreste del Maine, stavolta a Chêne-Douet vicino a Fougères.
Ma all'inizio del XII secolo la vita eremitica, a causa della stessa moltiplicazione delle vocazioni, divenne impraticabile: bisognava raggruppare i troppo numerosi eremiti in posizioni stabili, ove la regolarità costituiva una salvaguardia. Come fecero d'altra parte Robert d'Arbrissel, Vital de Mortain e Raoul de la Futaie, Bernardo riunì i suoi numerosi discepoli nella foresta de La Guierche, ma accortosi della vicinanza di Savigny, ove Vital de Mortain aveva creato la sua abbazia, si oppose al loro sviluppo in comune.  

### Il suo nuovo monastero
Fu allora che si stabilì nella contea del Perche, il cui conte era allora Rotrou il Grande, che donò loro subito Arcisses (comune di Brunelles), ma la donazione fu revocata dalla madre di Rotrou, che parteggiava per i cluniacensi dell'abbazia di San Dionigi a Nogent-le-Rotrou.  Rotrou III allora donò loro un luogo incolto in piena foresta a poca distanza dall'attuale borgo di Thiron. Fu qui che Bernardo eresse un monastero primitivo, intitolato a Sant'Anna, ove celebrò la Messa il giorno di Pasqua del 1109, con il vescovo di Chartres sant'Ivo. Una cappella dedicata a sant'Anna, vicina alla palude omonima, indica oggi il luogo. Al sorgere di alcune difficoltà con i monaci cluniacensi di San Dionigi di Nogent, Bernardo abbandonò nel 1114 il monastero di Sant'Anna e, con l'autorizzazione del vescovo Ivo, si stabilì nella parrocchia di Gardais, dipendente dal capitolo di Chartres, ove si trova attualmente Thiron.
Grazie ai doni dei re e dei più grandi signori di Francia, d'Inghilterra e persino della Scozia, egli iniziò la costruzione di un nuovo monastero.

## Retaggio
Di quell'epoca rimane oggi solo più una chiesa, rimasta intatta come allora. L'assenza di ornamenti architettonici mostra bene lo spirito di Bernardo, più austero che quello della regola di San Benedetto alla quale s'ispirava. I discepoli di Bernardo differivano dagli altri benedettini per il loro saio grigio fumo, a lungo pelo. Essi si dedicavano alla preghiera e ad ogni tipo di lavoro manuale. È a loro che si deve il dissodamento e la messa a coltura della terra, la creazione degli stagni di Thiron, di Sant'Anna, di les Aulnaies, messo a secco nel 1842.